# Jakab Géza
Jakab Géza (családi nevén Szentgericzei Jakab) (Kolozsvár, 1904. február 13. – Budapest, 1972. január 2.) erdélyi magyar költő, újságíró.

## Életútja, munkássága
Középiskolai tanulmányait a kolozsvári Unitárius Kollégiumban végezte (1922), majd a budapesti egyetem közgazdasági karának hallgatója volt. Hírlapírói pályáját a kolozsvári Újságnál kezdte, később a Keleti Újság munkatársa, 1935-től a Rendkívüli Közlöny szerkesztője, 1938-tól az Aradi Közlöny belső munkatársa. A második világháború után Zalaegerszegen lett könyvtáros. Itt Zalaegerszegen írt könyv- és sajtótörténeti munkákat, így kötetben dolgozta fel a "Zrínyi-rejtély"-t (1964).
Tagja volt a Tizenegyek írói csoportjának. Verseit, művészeti és társadalmi cikkeit Kolozsvárt A Hírnök, Pásztortűz, Vasárnapi Újság, Ellenzék, Keleti Újság, Budapesten a Nyugat és Napkelet, Csehszlovákiában a Prágai Magyar Hírlap és Kassai Napló közölte. Dalszerű költeményeit jó formaérzék, a Nyugat első nemzedékének líráján iskolázott természetlátás és zeneiség jellemzi. Ahogy a Pastel d'amour című versében vallja: "a szépség e villanása" foglalkoztatja, itt-ott feltűnik azonban az Ady-hatás is.

## Verskötetei
- Erdélyi utakon (Budapest, 1925)
- Álmodik a gyopár. Versek. 1923–1926; Minerva, Cluj-Kolozsvár, 1927